# Barclay Henley

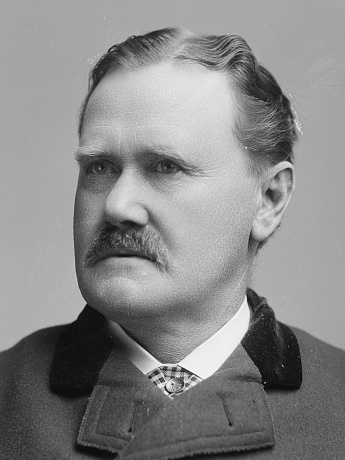
Barclay Henley

Barclay Henley (* 17. März 1843 in Charlestown, Clark County, Indiana; † 15. Februar 1914 in San Francisco, Kalifornien) war ein US-amerikanischer Politiker. Zwischen 1883 und 1887 vertrat er den Bundesstaat Kalifornien im US-Repräsentantenhaus.

## Werdegang
Barclay Henley war der Sohn des Kongressabgeordneten Thomas J. Henley (1808–1875) aus Indiana. Im Jahr 1853 kam er mit seinen Eltern nach San Francisco. 1858 kehrte er nach Indiana zurück. Er besuchte die öffentlichen Schulen seiner jeweiligen Heimat sowie das Hanover College. Im Jahr 1861 kehrte er wieder nach San Francisco zurück. Nach einem anschließenden Jurastudium und seiner 1864 erfolgten Zulassung als Rechtsanwalt begann er in Santa Rosa in diesem Beruf zu arbeiten. Gleichzeitig schlug er als Mitglied der Demokratischen Partei eine politische Laufbahn ein. In den Jahren 1869 und 1870 saß Henley als Abgeordneter in der California State Assembly; von 1875 bis 1876 war er Bezirksstaatsanwalt im Sonoma County.
Bei den Kongresswahlen des Jahres 1882 wurde Henley im dritten Wahlbezirk von Kalifornien in das US-Repräsentantenhaus in Washington, D.C. gewählt, wo er am 4. März 1883 sein neues Mandat antrat. Nach einer Wiederwahl konnte er bis zum 3. März 1887 zwei Legislaturperioden im Kongress absolvieren. Ab 1885 vertrat er als Nachfolger von William Starke Rosecrans den ersten Distrikt seines Staates. Nach dem Ende seiner Zeit im US-Repräsentantenhaus praktizierte Barclay Henley in San Francisco als Anwalt. Dort ist er am 15. Februar 1914 auch verstorben.